# كيري ديكسون
كيري ديكسون (بالإنجليزية: Kerry Dixon)‏ (مواليد 24 يوليو 1961) هو لاعب كرة قدم. يلعب مع منتخب إنجلترا لكرة القدم. سبق له أن لعب في كأس العالم لكرة القدم مع منتخب بلاده.

## مسيرته الكروية
لعب كيري ديكسون خلال مسيرته الاحترافية مع 7 أندية في عشرون موسمًا وسجل خلالها 231 هدف ضمن 593 مباراة. ولم يفز بأي موسم بالكأس أو بالدوري.
خاض كيري ديكسون مسيرته مع نادي ريدنغ في موسم 1980–81 واستمر معه طيلة ثلاثة مواسم، مشاركًا في 116 مباراة سجل خلالها 51 هدفًا. ثم انتقل إلى نادي تشيلسي في موسم 1983–84 ليلعب معه تسعة مواسم، حيث شارك في 335 مباراة سجل خلالها 147 هدف. لينتقل بعدها إلى نادي لوتون تاون في موسم 1992–93 واستمر معه طيلة ثلاثة مواسم، مشاركًا في 75 مباراة سجل خلالها 19 هدفًا. ثم انتقل إلى نادي ميلوول في موسم 1994–95 ولمدة موسمين، مشاركًا في 31 مباراة سجل خلالها 9 أهداف. هذا وانتقل لاحقًا إلى نادي واتفورد في موسم 1995–96 لمدة موسم واحد، مشاركًا في 11 مباراة ولم يسجل أي هدف. ثم انتقل بعدها إلى نادي دونكاستر روفرز في موسم 1996–97 لمدة موسم واحد، مشاركًا في 16 مباراة سجل خلالها 3 أهداف.

## روابط خارجية
- كيري ديكسون على موقع قاعدة بيانات كرة القدم.إي يو (الإنجليزية)
- كيري ديكسون على موقع ناشيونال فوتبول تيمز (الإنجليزية)
- كيري ديكسون على موقع Soccerbase.com (لاعب) (الإنجليزية)
- كيري ديكسون على موقع Soccerbase.com (مدرب) (الإنجليزية)
- كيري ديكسون على موقع عالم كرة القدم.نت (الإنجليزية)